# Magleby Sogn (Langeland)
 For alternative betydninger, se Magleby Sogn. (Se også artikler, som begynder med Magleby Sogn)
Magleby Sogn er et sogn i Langeland-Ærø Provsti (Fyens Stift).
I 1800-tallet var Magleby Sogn et selvstændigt pastorat. Det hørte til Langelands Sønder Herred i Svendborg Amt. Magleby sognekommune blev ved kommunalreformen i 1970 indlemmet i Sydlangeland Kommune, der ved strukturreformen i 2007 indgik i Langeland Kommune.
I Magleby Sogn ligger Magleby Kirke. Bagenkop Kirke blev i 1920 indviet som filialkirke til Magleby Kirke. Bagenkop blev så et kirkedistrikt i Magleby Sogn. I 2010 blev Bagenkop Kirkedistrikt udskilt som det selvstændige Bagenkop Sogn.
I Magleby og Bagenkop sogne findes følgende autoriserede stednavne:
- Bagenkop (bebyggelse, ejerlav)
- Bovballe (bebyggelse)
- Broholm (bebyggelse)
- Broløkke (bebyggelse, ejerlav, landbrugsejendom)
- Bøsseløkke (bebyggelse)
- Dimesodde (areal)
- Dovnsklint (areal)
- Dæmningen (bebyggelse)
- Fakkebjerg (areal, bebyggelse)
- Fakkemose (bebyggelse)
- Fredmose (bebyggelse)
- Gulstav (areal, bebyggelse)
- Harsmark (bebyggelse)
- Heden (bebyggelse)
- Hellenor (vandareal)
- Holmen (bebyggelse)
- Keldsnor (bebyggelse)
- Kokkestræde (bebyggelse)
- Lundsgårde (bebyggelse)
- Maderne (bebyggelse)
- Magleby (bebyggelse)
- Magleby Nor (bebyggelse, ejerlav)
- Munkegårde (bebyggelse)
- Nikkestræde (bebyggelse)
- Nordenbro (bebyggelse, ejerlav)
- Nordenbro Vesteregn (bebyggelse)
- Nordenbrogård (ejerlav, landbrugsejendom)
- Rat (bebyggelse)
- Røjle (bebyggelse)
- Stat-hartstræde (bebyggelse)
- Store Bogø (areal)
- Store Keldsbjerg (areal)
- Sædballe (bebyggelse)
- Søndenbro (bebyggelse, ejerlav)
- Søndenbro Østeregn (bebyggelse)
- Vognsbjerg (bebyggelse)
- Øen (bebyggelse)
- Åbjerg (areal)
- Ågab (vandareal)